# جسيم نانوي ليبيدي
الجسيمات النانوية الليبيدية أو الجسيمات النانوية الشحمية (LNPs)، هي جسيمات نانوية تتكون من الليبيد. وهي نظام حديث نسبياً لتوصيل الأدوية الصيدلانية (وجزء من توصيل الدواء بالجسيمات النانوية)، وصياغة دوائية جديدة. تمت الموافقة على LNPs كوسيلة لتوصيل الأدوية لأول مرة في عام 2018 لعقار Onpattro.أصبحت LNPs معروفة على نطاق واسع في أواخر عام 2020، حيث تقوم بعض لقاحات كوفيد-19 التي تستخدم تقنية لقاح الحمض النووي الريبي بتغطية خيوط mRNA الهشة بجسيمات نانوية ليبيدية PEGylated كوسيلة توصيل لها (بما في ذلك لقاحات موديرنا ولقاح فايزر–بيونتك)

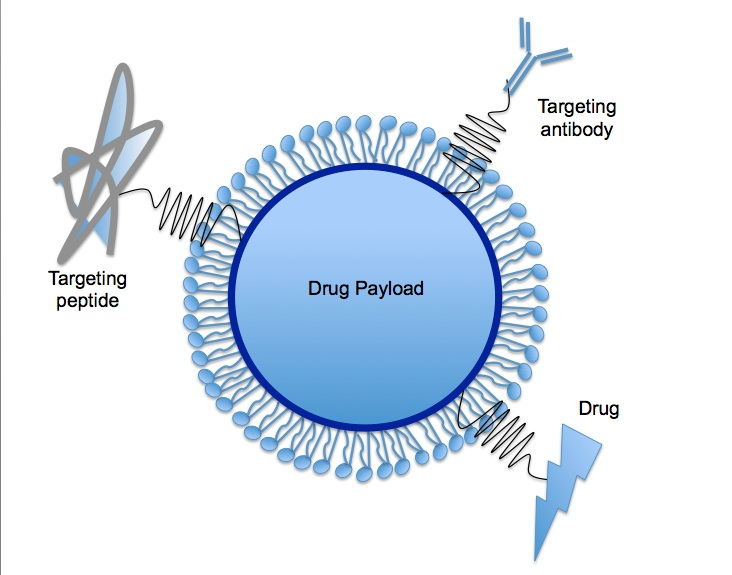
جسيم نانوي ليبيدي.

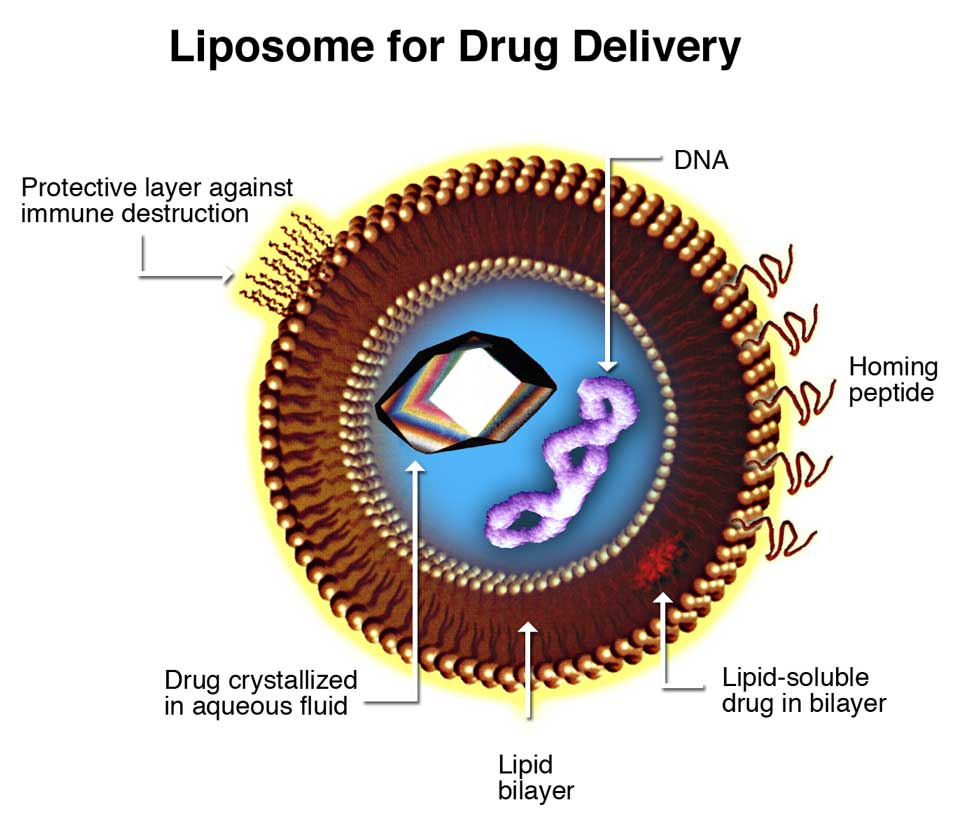
جسيم شحمي لتوصيل الدواء